# Stanisław Dzierżek Trzciński
Stanisław Dzierżek Trzciński herbu Ślepowron – podstarości lubelski, cześnik lubelski w latach 1791–1794, łowczy lubelski w latach 1785–1791, wojski mniejszy urzędowski w latach 1781–1785.
Komisarz Komisji Porządkowej Cywilno-Wojskowej oraz komisarz graniczny województwa lubelskiego w 1792 roku. Był konsyliarzem konfederacji targowickiej województwa lubelskiego.